# Companhia Energética de Roraima
A Companhia Energética de Roraima (CERR) foi uma sociedade de economia mista liquidada em 31 de julho de 2025, que teve como acionista majoritário o Governo do Estado de Roraima.

## História
A empresa foi constituída em 5 de abril de 1969, com base na Lei Federal n. 5.523, de 4 de novembro de 1968, com o nome de Centrais Elétricas de Roraima S.A.
Em 1989, a Cerr deixou de operar na capital e ficou responsável pela geração, pela distribuição, comercialização em todo o interior do estado de Roraima. Os serviços na capital foram assumidos pela Eletronorte (sendo criada em 1997 a Boa Vista Energia).
Em 2012, foi feita a tentativa de federalização da companhia, mas o processo não foi concluído.
A Cerr deixou de operar em 2016, após determinação do Ministério de Minas e Energia. Até dezembro de 2016, a CERR atendia em torno de 200 mil consumidores, além de comunidades indígenas, vilas e vicinais.
Em janeiro de 2017, a empresa perdeu a concessão para a distribuição e comercialização de energia elétrica nos municípios do interior e os serviços foram assumidos pela Boa Vista Energia S/A (Eletrobras Distribuição Roraima).
Em 10 de dezembro de 2018, a Boa Vista Energia passa de ser a controlada pelo Consórcio Oliveira Energia/Atem, após ser adquirida em um leilão realizada pela Eletrobras. Com a mudança de controle, a empresa passou a adotar o nome Roraima Energia.
Em março de 2022, a Assembleia Legislativa de Roraima aprovou a extinção da companhia, que entrou em processo de liquidação.